# Mira Mare 19.4.89
Mira Mare 19.4.89 è l'undicesimo album in studio del cantautore italiano Francesco De Gregori, pubblicato il 19 aprile 1989 dalla CBS Italiana.

## Tracce
Testi e musiche di Francesco De Gregori.
1. Bambini venite parvulos – 4:29
2. Miramare – 6:20
3. Dr. Dobermann – 4:32
4. Cose – 5:20
5. Pentathlon – 4:20
6. 300.000.000 di topi – 3:56
7. Vento dal nulla – 3:45
8. Carne di pappagallo – 4:36
9. Lettera da un cosmodromo messicano – 1:58

## Formazione
Musicisti
- Francesco De Gregori – voce
- Guido Guglielminetti – basso
- Vincenzo Mancuso – chitarra
- Gilberto Martellieri – pianoforte, tastiera
- Elio Rivagli – batteria, percussioni
- Lalla Francia – cori, voce (traccia 3)
- Lola Feghaly – cori
- Amedeo Bianchi – sassofono soprano
- Fio Zanotti – organo Hammond

Produzione
- Fio Zanotti – produzione
- Filippo Bruni – produzione esecutiva
- Maurizio Maggi – registrazione
- Renato Cantele – missaggio
- Daniele Delfitto – mastering